# Kiyomi Katō
Kiyomi Katō (加藤 喜代美 (Katō Kiyomi?); Asahikawa, 20 agosto 1948) è un ex lottatore giapponese, specializzato nella lotta libera.

## Palmarès

### Olimpiadi
- 1 medaglia:
  - 1 oro (Monaco di Baviera 1972 nei -52 kg)

### Giochi asiatici
- 1 medaglia:
  - 1 argento (Bangkok 1970 nei -52 kg)